# Przełęcz między Kościołami
Przełęcz między Kościołami (słow. Malá Bránička, niem. Kleine Kirchenscharte, węg. Kistemplomcsorba) – przełęcz położona na wysokości ok. 2030 m n.p.m. znajdująca się w masywie Kościołów (fragmencie Zimnowodzkiej Grani) w słowackich Tatrach Wysokich. Oddziela Wielki Kościół od Małego Kościoła. Na Przełęcz między Kościołami nie prowadzą żadne znakowane szlaki turystyczne. Dla taterników stanowi najłatwiejszy dostęp do Wielkiego Kościoła.
Przełęcz między Kościołami ma dwa siodła, które rozdziela Kopka między Kościołami (Bráničkový zub). Północno-zachodnie siodło zowie się Zadnią Przełęczą między Kościołami (Zadná Bránička), południowo-wschodnie natomiast to Skrajna Przełęcz między Kościołami (Predná Bránička).

## Historia
Pierwsze wejścia turystyczne:
- Karol Englisch i Johann Hunsdorfer (senior), 20 sierpnia 1901 r. – letnie,
- Jadwiga Pierzchalanka i Jerzy Pierzchała, 8 kwietnia 1937 r. – zimowe.